# 2012年叶城县“2·28”暴力恐怖袭击事件
2012年叶城暴力恐怖袭击事件，即叶城“2·28”暴力恐怖案件，是指2012年2月28日18时许，发生于新疆喀什地区叶城县幸福路步行街农贸市场内的砍杀平民事件，中国官方将此事件定性为“恐怖袭击”。

## 经过
2月28日上午，阿布都克热木·马木提在家中召集组织成员，进行编组、分工，分发刀、斧等工具，确定实施暴力行动。下午18时许，暴力团伙一行人来到叶城县幸福路步行街，持刀、斧疯狂砍杀平民，当场致13人死亡，16人受伤（其中2人经抢救无效死亡）。
7名暴力恐怖分子被警方当场击毙，另1名被击伤后抢救无效死亡，阿布都克热木·马木提被捕。在处置过程中，1名联防队员牺牲，4名公安民警受伤。

## 各方反应
2012年3月1日，中华人民共和国外交部发言人洪磊在外交部例行记者会上点名指“世界维吾尔代表大会”是此次事件的幕后指使者，并谴责“暴力恐怖分子在新疆喀什对无辜群众大下黑手，残杀了数名群众，令人发指。”
新疆问题评论人蒋兆勇分析说，叶城县的地下经文学校一向是鼓吹分裂、鼓吹宗教极端思想的老巢，主张穆斯林单一身份，反抗世俗社会。在1990年末当地还主办过地下圣战培训班，其中成员后来成了中国政府所称“三股势力”的主要来源。
世界维吾尔代表大会发言人迪里夏认为中国政府压迫新疆维吾尔族，称“维吾尔人已经无法继续承受中国的系统性镇压，采用原始格斗方式进行抗争。”

## 审判
2012年3月26日，新疆维吾尔自治区喀什地区中级人民法院一审公开开庭审理被告人阿布都克热木·马木提暴力恐怖案并当庭宣判，以组织、领导恐怖组织罪与故意杀人罪数罪并罚，判处其死刑，剥夺政治权利终身。

## 相关
2011年7月30日与31日，喀什市也曾连续两天发生暴徒持刀砍杀路人事件，共造成十余人死亡，数十人受伤。作案手法类似，都是人流量大的美食街或步行街以刀具为武器攻击平民。